# کوه تکنیا
کوه تکنیا (به اسپانیایی: Teclla) یک کوه در پرو است که در Peru, Arequipa Region واقع شده‌است. کوه تکنیا ۵٬۳۶۰ متر بالاتر از سطح دریا واقع شده‌است.